# (2447) Kronstadt
(2447) Kronstadt ist ein Asteroid des mittleren Hauptgürtels, der von der sowjetischen Astronomin Tamara Smirnowa am 13. August 1973 am Krim-Observatorium in Nautschnyj (IAU-Code 095) entdeckt wurde. Sichtungen des Asteroiden hatte es vorher schon im Jahre 1961 unter der vorläufigen Bezeichnung 1961 TD1 am Goethe-Link-Observatorium in Indiana und am 26. Oktober 1965 (1965 UC) am Krim-Observatorium in Nautschnyj gegeben.
Die Sonnenumlaufbahn von (2447) Kronstadt ist mit einer Exzentrizität von 0,2644 stark elliptisch.
Der Asteroid wurde am 8. Februar 1982 nach Kronstadt benannt, einer Stadt und früheren Festung auf der Ostseeinsel Kotlin vor Sankt Petersburg in Russland. Besonders hervorgehoben im Benennungstext wird, dass Kronstadt im Zweiten Weltkrieg eine wichtige Rolle bei der Verteidigung von Sankt Petersburg vor deutschen Angriffen spielte.